# Aciurina
Aciurina is een geslacht van insecten uit de familie van de Boorvliegen (Tephritidae), die tot de orde tweevleugeligen (Diptera) behoort.

## Soorten
- A. aplopappi (Coquillett, 1894)
- A. bigeloviae (Cockerell, 1890)
- A. ferruginea (Doane, 1899)
- A. idahoensis Steyskal, 1984
- A. lutea (Coquillett, 1899)
- A. maculata (Cole, 1919)
- A. mexicana (Aczel, 1953)
- A. notata (Coquillett, 1899)
- A. opaca (Coquillett, 1899)
- A. thoracica Curran, 1932
- A. trilitura Blanc and Foote, 1961